# Championnat d'Indonésie de football 2003
Navigation
Saison précédente Saison suivante
La saison 2003 du Championnat d'Indonésie de football est la neuvième édition du championnat de première division en Indonésie. La compétition regroupe vingt équipes, regroupées au sein d'une seule poule où elles s'affrontent deux fois au cours de la saison, à domicile et à l'extérieur. En fin de saison, les quatre derniers sont relégués tandis que les 15e et 16e du classement affrontent en poule de promotion-relégation les 3e et 4e de deuxième division.
C'est le club de Persik Kediri, promu de deuxième division, qui remporte le championnat après avoir terminé en tête du classement final, avec cinq points d'avance sur un duo composé de PSM Makassar et de Persita Tangerang.  C'est le tout premier titre de champion d'Indonésie de l'histoire du club. Il se qualifie, en compagnie de son dauphin, pour la Ligue des champions de l'AFC 2004.

## Les clubs participants
| - Persik Kediri - Promu de D2 - PSM Makassar - Persita Tangerang - PSS Sleman - Persipura Jayapura - Persikota Tangerang - Persija Jakarta - Semen Padang - PSPS Pekanbaru - Pupuk Kaltim | - Persijatim Jakarta - Deltra Putra Sidoarjo - Pelita Jaya - PSIS Semarang - Perseden Denpasar - Promu de D2 - Persib Bandung - Arema Malang - Petrokimia Putra - PSDS Deli Sardang - Barito Putra |

## Compétition
Le barème utilisé pour établir l'ensemble des classements est le suivant :
- Victoire : 3 points
- Match nul : 1 point
- Défaite : 0 point

### Classement
| Rang | Équipe                | Pts | J  | G  | N  | P  | Bp | Bc | Diff |
| ---- | --------------------- | --- | -- | -- | -- | -- | -- | -- | ---- |
| 1    | Persik KediriP        | 67  | 38 | 18 | 13 | 7  | 72 | 32 | +40  |
| 2    | PSM Makassar          | 62  | 38 | 18 | 8  | 12 | 68 | 48 | +20  |
| 3    | Persita Tangerang     | 62  | 38 | 16 | 14 | 8  | 47 | 33 | +14  |
| 4    | PSS Sleman            | 60  | 38 | 16 | 12 | 10 | 48 | 43 | +5   |
| 5    | Persipura Jayapura    | 58  | 38 | 17 | 7  | 14 | 66 | 51 | +15  |
| 6    | Persikota Tangerang   | 58  | 38 | 16 | 10 | 12 | 59 | 45 | +14  |
| 7    | Persija Jakarta       | 55  | 38 | 15 | 10 | 13 | 59 | 46 | +13  |
| 8    | Semen Padang          | 55  | 38 | 15 | 10 | 13 | 44 | 54 | -10  |
| 9    | PSPS Pekanbaru        | 54  | 38 | 14 | 12 | 12 | 49 | 46 | +3   |
| 10   | Pupuk Kaltim          | 53  | 38 | 16 | 5  | 17 | 49 | 49 | 0    |
| 11   | Persijatim Jakarta    | 53  | 38 | 14 | 11 | 13 | 47 | 47 | 0    |
| 12   | Deltra Putra Sidoarjo | 51  | 38 | 14 | 9  | 15 | 49 | 55 | -6   |
| 13   | PSIS Semarang         | 50  | 38 | 14 | 8  | 16 | 43 | 45 | -2   |
| 14   | Pelita Jaya           | 50  | 38 | 15 | 5  | 18 | 48 | 56 | -8   |
| 15   | Perseden DenpasarP    | 48  | 38 | 14 | 6  | 18 | 46 | 56 | -10  |
| 16   | Persib Bandung        | 45  | 38 | 12 | 9  | 17 | 35 | 48 | -13  |
| 17   | Arema Malang          | 44  | 38 | 11 | 11 | 16 | 39 | 59 | -20  |
| 18   | Petrokimia PutraT     | 42  | 38 | 11 | 9  | 18 | 52 | 72 | -20  |
| 19   | PSDS Deli Serdang     | 41  | 38 | 11 | 8  | 19 | 43 | 56 | -13  |
| 20   | Barito Putra          | 38  | 38 | 9  | 11 | 18 | 30 | 52 | -22  |

|  | Qualification pour la Ligue des champions de l'AFC 2004 |
|  | Participation au barrage de promotion-relégation        |
|  | Relégation en deuxième division                         |
|  | T : Tenant du titre P : Promu de deuxième division      |

#### Barrage de promotion-relégation
Le 15e et 16e de D1 affrontent les 3e et 4e de D2 en poule de promotion-relégation. Les deux premiers accèdent ou se maintiennent parmi l'élite.
| Rang | Équipe                | Pts | J | G | N | P | Bp | Bc | Diff |  | Résultats (▼ dom., ► ext.) | Mau | Lam | Yog | Den |
| ---- | --------------------- | --- | - | - | - | - | -- | -- | ---- |  | -------------------------- | --- | --- | --- | --- |
| 1    | Persib Bandung        | 7   | 3 | 2 | 1 | 0 | 6  | 4  | +2   |  | Persib Bandung             |     | 1-0 | 1-0 | 4-4 |
| 2    | Persela Lamongan (D2) | 4   | 3 | 1 | 1 | 1 | 3  | 2  | +1   |  | Persela Lamongan (D2)      |     |     | 0-0 | 3-1 |
| 3    | PSIM Jogjakarta (D2)  | 4   | 3 | 1 | 1 | 1 | 1  | 1  | 0    |  | PSIM Jogjakarta (D2)       |     |     |     | 1-0 |
| 4    | Perseden Denpasar     | 1   | 3 | 0 | 1 | 2 | 5  | 8  | -3   |  | Perseden Denpasar          |     |     |     |     |

## Bilan de la saison
| Championnat d'Indonésie de football 2003 |                           |
| Champion                                 | Persik Kediri (1er titre) |
| Coupes et trophées                       |                           |
| Vainqueur de la Coupe d'Indonésie 2003   | Non disputée              |
| Qualifications continentales             |                           |
| Ligue des champions de l'AFC 2004        | Persik Kediri             |
| Ligue des champions de l'AFC 2004        | PSM Makassar              |
| Promotions et relégations                |                           |
| Promus en Premier Division               | Persebaya Surabaya        |
| Promus en Premier Division               | PSMS Medan                |
| Promus en Premier Division               | Persela Lamongan          |
| Relégués en Second Division              | Arema Malang              |
| Relégués en Second Division              | Petrokimia Putra          |
| Relégués en Second Division              | PSDS Deli Serdang         |
| Relégués en Second Division              | Barito Putra              |
| Relégués en Second Division              | Perseden Denpasar         |